# Idiocnemis mertoni
Idiocnemis mertoni är en trollsländeart som beskrevs av Friedrich Ris 1913. Idiocnemis mertoni ingår i släktet Idiocnemis och familjen flodflicksländor. Inga underarter finns listade i Catalogue of Life.